# Église Saints-Pierre-et-Paul de Dochamps
Pour les articles homonymes, voir Église Saints-Pierre-et-Paul.
L'église Saints-Pierre-et-Paul est un édifice religieux catholique sis au centre du village de Dochamps dans la commune de Manhay en province de Luxembourg (Belgique).

## Historique
Un premier édifice religieux est attesté dans une charte de 1011. Un incendie ravage la chapelle en 1642. L'église actuelle est bâtie par les frères et jésuites Guillaume et Henri Germay dits (de) Lamormaini dès 1644 comme une gravure à la clé de voûte du linteau de la porte d'entrée l'indique. Le bâtiment est endommagé pendant la bataille des Ardennes en 1944/1945 puis restauré dans les années suivantes sous la direction de l'architecte E. Goddin. À l'intérieur, le plafond stuqué de grande qualité est réalisé en 1955 et des lambris sculptés à l’effigie de plus de 30 saints sont l’œuvre de Victor Demanet en 1958. L'intérieur de l'église a été restauré en 2011 pour le millénaire de la paroisse.

## Architecture
L'église est construite en moellons de grès et possède un transept, ce qui est peu fréquent pour les édifices religieux de cette région d'Ardenne. Elle est entourée par un cimetière ceint par un mur en grès.

## Classement
L'église est reprise sur la liste du patrimoine immobilier classé de Manhay depuis le 10 mars 1948.